# Športska dvorana Zamet
Športska dvorana Zamet je naziv za dvoranu u Rijeci, na Zametu. Koristi se za športske događaje, koncerte, kongrese i sl. Izgrađena je 2009., nakon 2 godine gradnje. Kapaciteta je 2312 gledatelja.